# Fern Forest
Fern Forest é uma Região censo-designada localizada no estado americano de Havaí, no Condado de Havaí.

## Demografia
Segundo o censo americano de 2000, a sua população era de 480 habitantes.

## Geografia
De acordo com o United States Census Bureau tem uma área de
32,5 km², dos quais 32,5 km² cobertos por terra e 0,0 km² cobertos por água.

## Localidades na vizinhança
O diagrama seguinte representa as localidades num raio de 16 km ao redor de Fern Forest.